# Товака смугаста
Товака смугаста (Chamaeza mollissima) — вид горобцеподібних птахів родини мурахоловових (Formicariidae).

## Поширення
Вид поширений в Південній Америці. Трапляється від західної Колумбії (долини річок Каука та Магдалена) на південь уздовж східних схилів Анд через департамент Мета до північного берега річки Мараньйон на сході Еквадору і північного сходу Перу і на південь до центральної Болівії (департамент Кочабамба). Ізольована популяція цих птахів була виявлена також у гірських районах регіону Укаялі на сході Перу.

## Опис
Птах завдовжки 19-20 см, вагою 69—80 г. Тіло міцне з короткими закругленими крилами, довгими і сильними ніжками і коротким квадратним хвостом. Верхня частина тіла коричневого забарвлення, нижня частина строката, біло-чорна. Має надбрівну смуга та вуса білого кольору. Верхня частина дзьоба чорна, нижня рожево-сіра з чорним кінчиком.

## Спосіб життя
Мешкає у вологих лісах з густим підліском. Трапляється поодинці або парами. Більшу частину дня проводить на землі, шукаючи поживу, рухаючись досить повільно і обережно, готовий сховатися в гущавині підліску за найменшої небезпеки. Живиться комахами та іншими дрібними безхребетними. Репродуктивний сезон пов'язаний з початком сезону дощів, що триває з травня по липень на півночі ареалу та з вересня по грудень на півдні. Самиця будує гніздо у дуплах дерев. У гнізді 2 білих яйця. Насиджує самиця. Інкубація триває 19 днів. Під час інкубації яйця набувають зеленуватого відтінку, через розкладання листя, яким встелене гніздо. Обидва батьки піклуються про пташенят. Молодь починає вчитися літати через три тижні після вилуплення.